# Thunderhoof
Thunderhoof is een Amerikaanse western uit 1948 onder regie van Phil Karlson.

## Verhaal
De Texaanse boer Scotty Mason gaat in de woestijn van Mexico op zoek naar het wilde paard Thunderhoof. Hij wordt vergezeld door zijn vrouw Margarita en zijn voorman The Kid, wiens leven hij eerder heeft gered. Zijn voorman en zijn vrouw worden al vlug verliefd op elkaar en ze bedenken een plan om zich van Scotty te ontdoen. Op het ogenblik dat het tot een gevecht komt tussen Scotty en The Kid, komen ze oog in oog te staan met het paard. Ze keren met het dier terug naar Texas, maar onderweg krijgen de beide mannen tijdens een zandstorm opnieuw ruzie.

## Rolverdeling
| Acteur         | Personage    |
| -------------- | ------------ |
| Preston Foster | Scotty Mason |
| Mary Stuart    | Margarita    |
| William Bishop | The Kid      |